# Christian Kortholt le jeune
Pour les articles homonymes, voir Kortholt.
Christian Kortholt dit le jeune, né le 30 mars 1709 à Kiel et mort le 21 septembre 1751 à Göttingen, un théologien luthérien allemand.

## Biographie
Il est le fils du professeur de Kiel Sebastian Kortholt et de sa première épouse Anna Kortholt née Lobedanz (1688-1711). Il commence ses études à l'Université de Kiel, où il obtient une maîtrise en philosophie en 1728. Il poursuit ensuite ses études théologiques à l'Université de Wittenberg et à l'Université de Leipzig. À Leipzig, en 1731, il obtient l'autorisation de lire à haute voix dans les universités et est admis la même année dans le grand collège des prédicateurs.
En 1732, il devient membre du petit collège des princes et, conformément aux usages de l'époque, effectue un voyage scientifique qui le conduit en Hollande, en Angleterre et au Danemark. De retour en Allemagne, il devient prédicateur de l'ambassade danoise à Vienne avant d'accepter un appel à l'Université de Göttingen en 1742 en tant que professeur agrégé de théologie et prédicateur universitaire. En 1745, il obtient son doctorat en théologie et en 1748, devint curé de l'église Jakobskirche et surintendant des églises et des écoles du district de Harste (de).

## Publications
- 1723 : Diss. inaug. de sacrorum Christianorum in Cimbris primordiis, Kiel
- 1727 : Oratio Jubilaea. de sacris Cimbricis ducobus abhinc seculis emendatis, Kiel
- 1730-1731 : Diss. II de ecclesiis suburbicariis, Leipzig
- 1731 : Commentatio historico-ecclesiastica de Ecclesiis suburbicariis, Leipzig
- 1733 : Diss. de philosophia orientali primia post C. N. Seculis ecclesiam Christianorum turbante, Leipzig
- 1735 : Societae antiquariâ Londiensis
- 1736 : Ge. Benson’s vernunftmässige Vertheidigung des vortrefflichen Nutzens des Gebets; aus dem Engl, übersetzt, Leipzig
- 1736 : Rede zum Gedächtniss des seel. D. Job. Alb. Fabricius, Leipzig
- 1737 : Gründlicher Beweis der Wahrheit der christlichen Religion und der wichtigsten Lehren, welche in selbiger vorausgesetzt werden, Leipzig (Liegnitz 1752)
- 1742 : Progr, que testimenium Spiritus S. veritatem religionis Christianae praeter caetera stabilire et praecipua quadam ratione communire summatim declarat, Göttingen
- 1742 : Progr. de humanae conditionis dignitate ex natali Jesu Christi derivanda, Göttingen
- 1744 : Progr. de infigni pie defunctorum beatitate, quam, quoad animam, ante gloriosum corporis in vitam reditum, consequuntur, Göttingen
- 1744 : Epistola de pietate obstetricum Aegyptiacarum, Göttingen
- 1744 et 1747 : Fragen aus der Kirchenhistorie des N. T. 2 et 3. Fortsetzung (der Heinsiusischen Kirchenhistorie), Iéna
- 1745 : Diss. inaug. de enthusiasmo Mohammedis, Göttingen
- 1746 : Progr. de voluptate, quam angeli divini ex nativitate Jesu Christi coeperunt, Göttingen
- 1746 : Progr. Vom Unterschiede der geistlichen und weltlichen Beredsamkeit, Göttingen
- 1746 : Beweis, dass der Tod seine Annehmlichkeiten habe, Iéna
- 1746 : Geistliche Reden, welche bey besondern Gelegenheiten sind gehalten worden, Iéna
- 1747 : Antritts – Predigt zu Göttingen,
- 1748 : Diss. inaug. de. arhore cognitionis boni et mali divino erga genus humanum beaeficio, Göttingen
- 1748 : Diss. de Simone Petro primo Apostolorum et. ultimo, Göttingen
- 1749 : Progr. de insirmitatibus humanae Christi naturae, Göttingen
- 1749 : Die Pflichten der ledigen Jugend, in Absicht auf ihren zukünftigen Haus- und Ebestand, am 2ten Sonntage nach dem Fest der Erscheinung Christi vorgetragen, Göttingen
- 1750 : Diss. de Luther о contra indulgentiarum nuridinationes hand quaquam per invidiam disputante, Göttingen
- 1750 : Abschiedspredigt am 14ten Sonntage nach Trinitatis in der Universitätskirche zu Göttingen gehalten, Göttingen
- 1750 : Von den Vortheilen eines langen Lebens, Göttingen
- 1750 : Progr. de spiritu, aqua et sanguine veritatis religionis Christianae testibus, 1 Joh. V., Göttingen
- 1754 : Epistola de societate antiquaria Londinensi, Leipzig
- 1754 : Epistola de Matthaeo Tindalio, Leipzig